# Oudesluis (Noord-Holland)
Oudesluis is een dorp in de gemeente Schagen, in de provincie Noord-Holland. Het ligt aan de Grote Sloot.

## Geschiedenis
Oudesluis ontstond al vrij kort na het inpolderen van de Zijpe. Het lag aan de waddenachtige uitlopers van de Zuiderzee. In 1742 was het een periode de grootste kern van Zijpe; het kende ongeveer 68 woningen. De bewoners waren toen overwegend arbeiders, ambachtslieden, vissers en vletterlui. En er was uiteraard een sluiswachter van de sluis. De dorpsnaam is waarschijnlijk ontleend aan het feit dat de sluis een van de eerste sluizen was die in het gebied was gebouwd. Oudesluis was een aanlegplaats voor VOC-schepen die via het Marsdiep het zeegat kozen, en het was tevens thuishaven voor een vissersvloot. Toen in 1845 de Anna Paulownapolder werd aangelegd, raakte Oude Sluis afgesneden van zee.

## Bouwwerken
De Grote Sluys met het sluiswachtershuis werd gebouwd naar ontwerp van de sluisbouwer Willem Jansz Benningh. Een bord aan de gevel geeft aan hoeveel het kostte om door het waterbouwkundige complex te mogen varen en hoe de dienstregeling was georganiseerd. De sluis zelf dateert uit 1562 en werd toen gebouwd van hout. De sluis werd in 1631 vervangen door een grotere van steen en was toen een van de grootste sluizen van Europa. Jacob Dircksz de Graeff, hoofdingeland van de Zijpe, legde de eerste steen. Een totale renovatie van de sluis vond plaats in 1765.
In het dorp staan twee kerken. De eerste is een hervormde kerk uit 1861, deze was oorspronkelijk uit 1658 maar moest diverse keren worden herbouwd. Zo werd de kerk in 1700 voor een groot deel vernieuwd, omdat het gebouw te klein was geworden. Binnen zeventig jaar moest de toren herbouwd worden. In 1851 stortte na zware storm het dak van de kerk in. De kerk kon niet meer gebruikt worden. In 1861 is de kerk herbouwd, maar het duurde nog tot en met 1867 voordat de kerk echt af was. In 1900 kreeg de kerk na een loterij het kerkorgel dat nu te zien is. De andere kerk is een doopsgezind kerkje uit 1906 en is thans in gebruik als woonhuis.
In de Zijpe- en Hazepolder bij Oudesluis staan drie van de Zijper molens, uit respectievelijk 1764, 1848 en 1896. Ze kunnen van dichtbij bekeken worden, mits men over een bootje beschikt, want er leiden geen wegen naartoe. In de buurt van deze molens bevindt zich een natuurgebied met een eendenkooi.

## Geboren in Oudesluis
- Bianca Krijgsman (1968), cabaretière en actrice